# Баржа

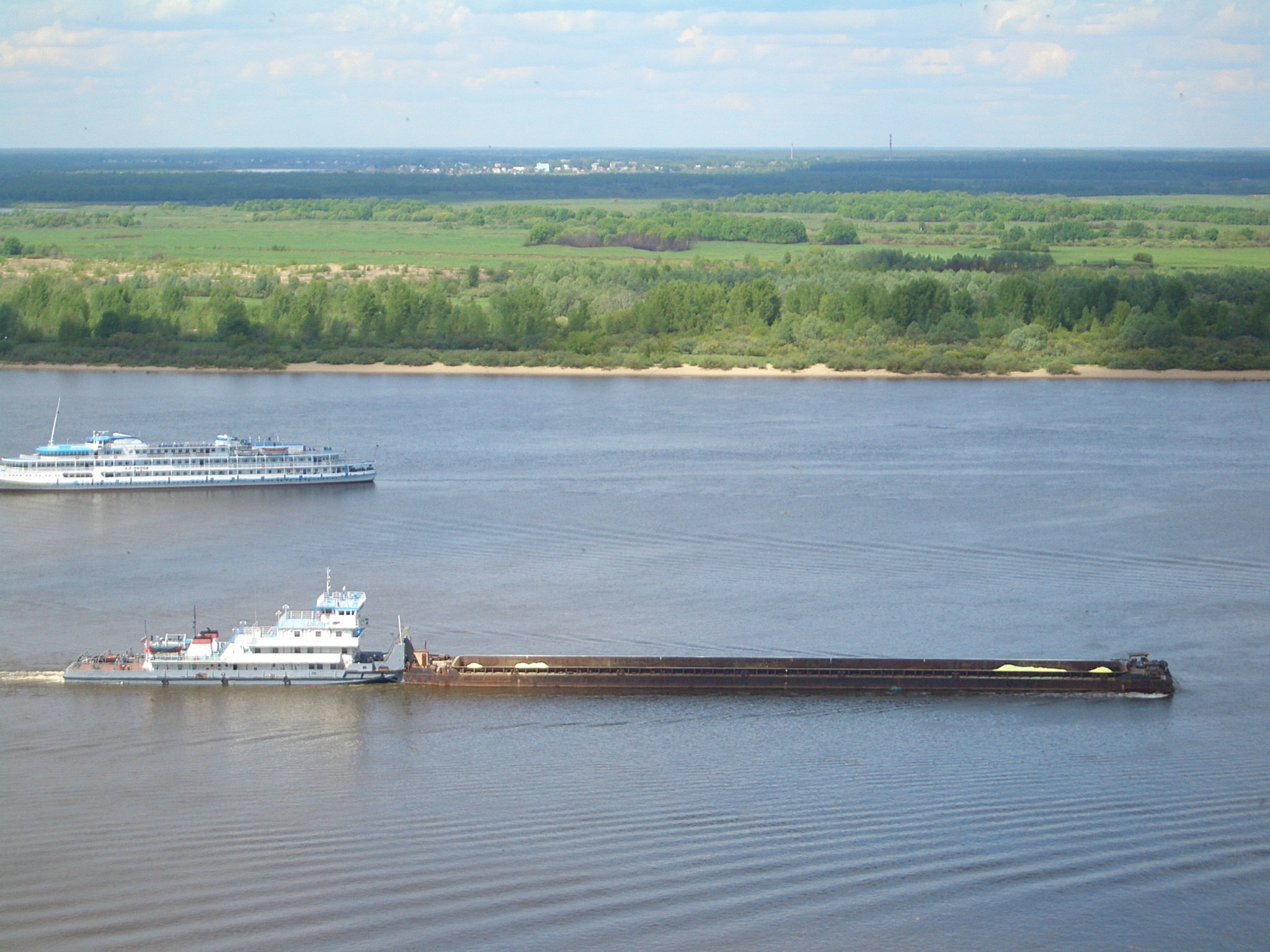
Состав из толкача и баржи на Волге, вблизи Нижнего Новгорода

Ба́ржа (разг. баржа́) — плоскодонное тихоходное грузовое судно, с упрощёнными обводами корпуса, преимущественно несамоходное, которое используется для перевозки грузов по воде, и других целей.
В других источниках указано, что «баржа» — большое гребное судно, катер о 20-ти и более вёслах с беседкою и навесом. Подчалок, грузовое судно без паруса и вёсел, которое берётся «в таск» (на буксир) пароходом, грузовое плоскодонное судно, без вёсел, идущее по течению или на бичеве или буксире.
Для перемещения несамоходной баржи используют буксир, в т. ч. буксир-толкач, ранее использовалась — людская (бурлаки) или конная тяга. Если баржа имеет двигатель, то добавляется уточнение «самоходная баржа».

## История
Ранее «баржа» классифицировалась как плоскодонное грузовое судно, применяемое для нагрузки и выгрузки кораблей, и гребное судно, подобное катеру. В Англии «баржой» называлась 8—12-вёсельная шлюпка английского адмирала или капитана. Во Франции «баржой» называлось плоское речное судно с парусом и вёслами, длиною 7—10 метров. «Баржой» часто называли судно, которое бурлаки тянули по рекам и каналам.
На окончание XIX столетия баржи строились из дерева и из стали, и как суда для перевозки грузов на рейдах, имели различное предназначение и соответственно названия, в зависимости от рода груза:
- «артиллерийская» — снабжалась внутри особыми устройствами и стеллажами для перевозки тяжёлых и ценных грузов;
- «минная» — снабжалась внутри особыми устройствами и стеллажами для перевозки тяжёлых и ценных грузов;
- «угольная» — доставлять уголь из береговых складов к борту корабля для погрузки;
- «мусорная» — для поддержания чистоты рейдов и гаваней, предохраняя их от засорения отбросами с кораблей или обслуживания землечерпательных караванов, перевозя добытый ими грунт и ил, для чего имеет особо устроенные откидные днища[4].

А перевозку нефти и нефтепродуктов наливом в баржах и судах предложил русский учёный Д. И. Менделеев, этот способ получил название «менделеевский» и был подхвачен во всём мире.
В 1907 году на Гороховецком Котельном (судостроительном) заводе была построена, по заказу председателя Нижегородского биржевого общества Д. В. Сироткина, крупнейшая в мире именная нефтеналивная баржа «Марфа Посадница», с почти плоским днищем и закруглённым носом, длиной 172 метра, шириной 24 метра, высота её борта составляла 3,85 метра, а грузоподъемность — 9150 тонн. Историки речного флота её постройку и начало эксплуатации до сих пор квалифицируют не иначе как революцию в речном судостроении. Котельный завод Ивана Александровича Шорина с честью выполнил заказ, после чего ещё построил ряд однотипных барж-гигантов по заказу Д. В. Сироткина, а затем общества «Волга» и товарищества «Нобель».
Сейчас для внутренних речных перевозок используют баржи грузоподъёмностью до 9,2 тысяч тонн, для морских перевозок — баржи грузоподъёмностью до 16,5 тысяч тонн. Баржи объединяют в составы объёмом до 40 тысяч тонн.

## Виды барж
Баржи подразделяются на 2 категории по видам перевозимых грузов — сухогрузные (сухих продуктов (изделий)) и наливные (для жидких продуктов главным образом из нефти, в трюмах или в специальных встроенных ёмкостях — «танках»). Баржи сухогрузные подразделяют на:
- трюмные, перевозящие грузы, боящиеся прямого воздействия осадков (подмочки), имеющие трюмы, которые сверху закрываются сдвижными люковыми крышками;
- баржи-площадки для перевозки грузов на палубе (площадке), например, для установки подъёмных кранов-копров, погружающих сваи;
- специализированные — паромные баржи-гаражи для перевозки автомобилей и тракторов, пристани-дебаркадеры, шаланды для транспортировки и самовыгрузки грунта, извлекаемого со дна водоема земснарядами, саморазгружающиеся цементовозы и зерновозы.

Сухогрузные баржи имеют грузоподъёмность от 100 до 4000 тонн, наливные — до 11000 тонн. Баржи эксплуатируются в основном на внутренних водных путях государств и стран (реки, озёра, водохранилища), реже — в морских условиях (внутренние или прибрежные моря, заливы, проливы).
В России принято классифицировать баржи на:
- рейдовые
- речные
- военные, ранее делились на: артиллерийские, минные, угольные, мусорные и другие[4]

## Фотогалерея

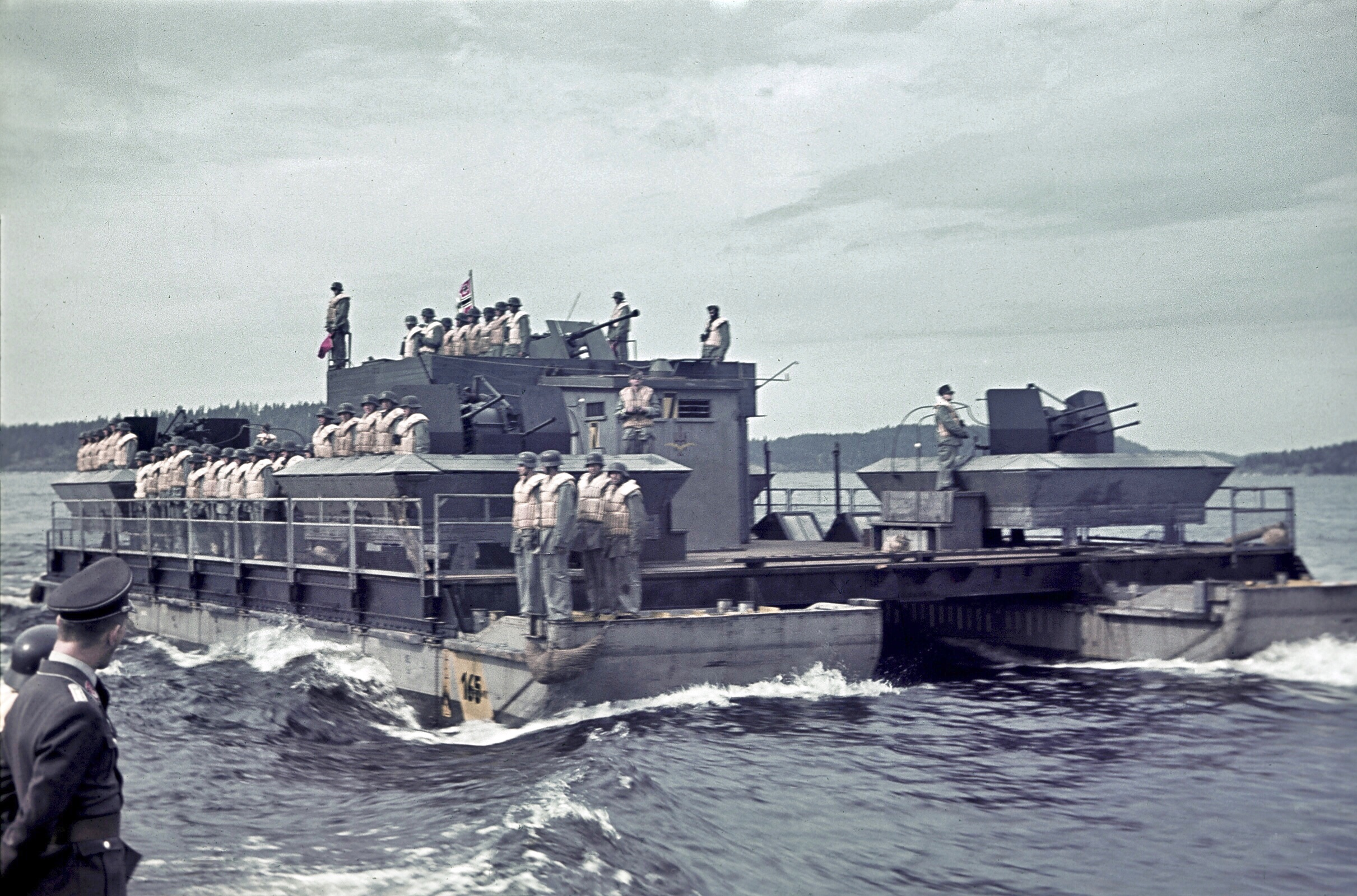
Германская самоходная десантная баржа типа Зибель на Ладоге
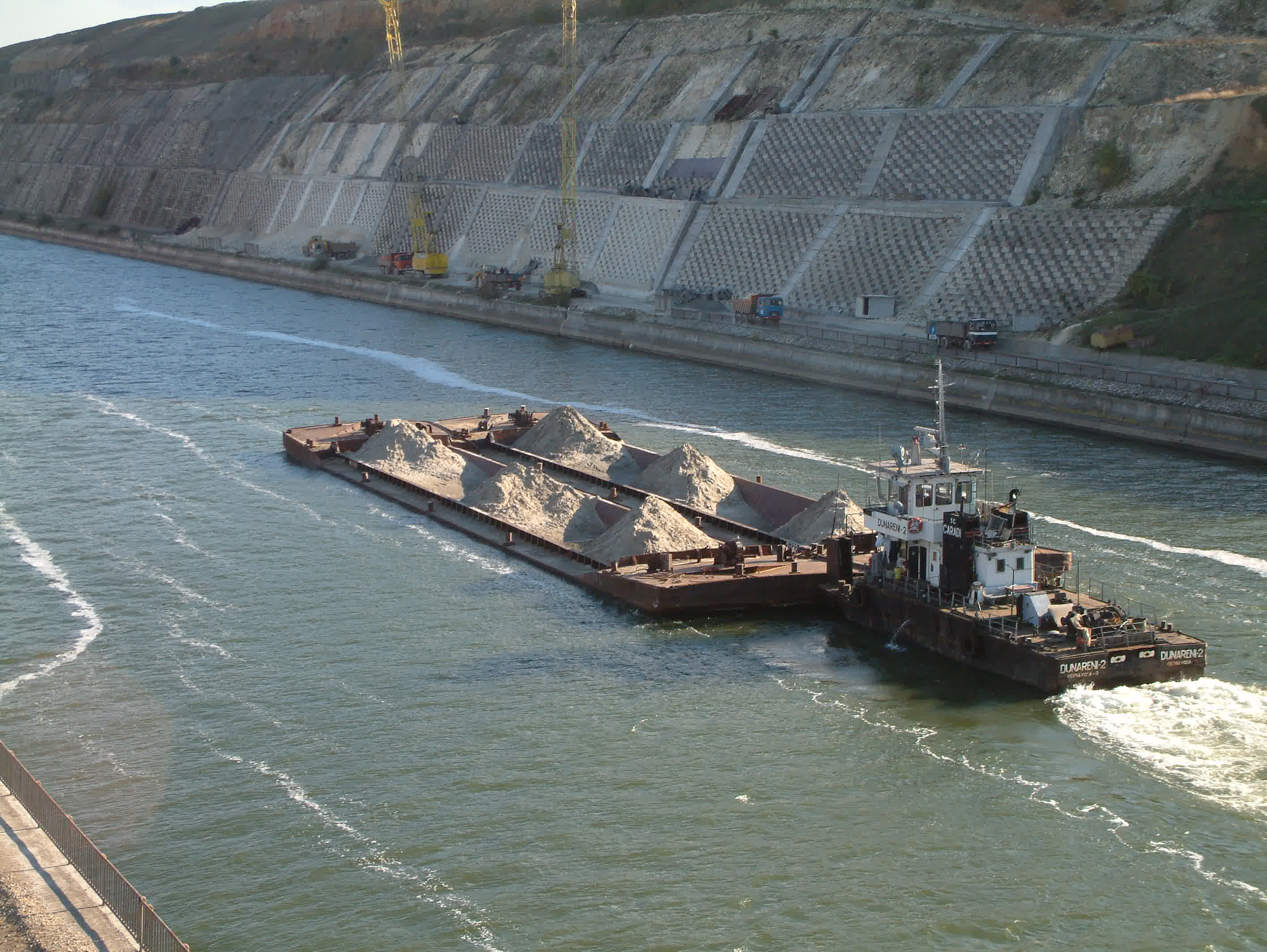
Состав из двух евробарж на канале Дунай — Чёрное море (Румыния)
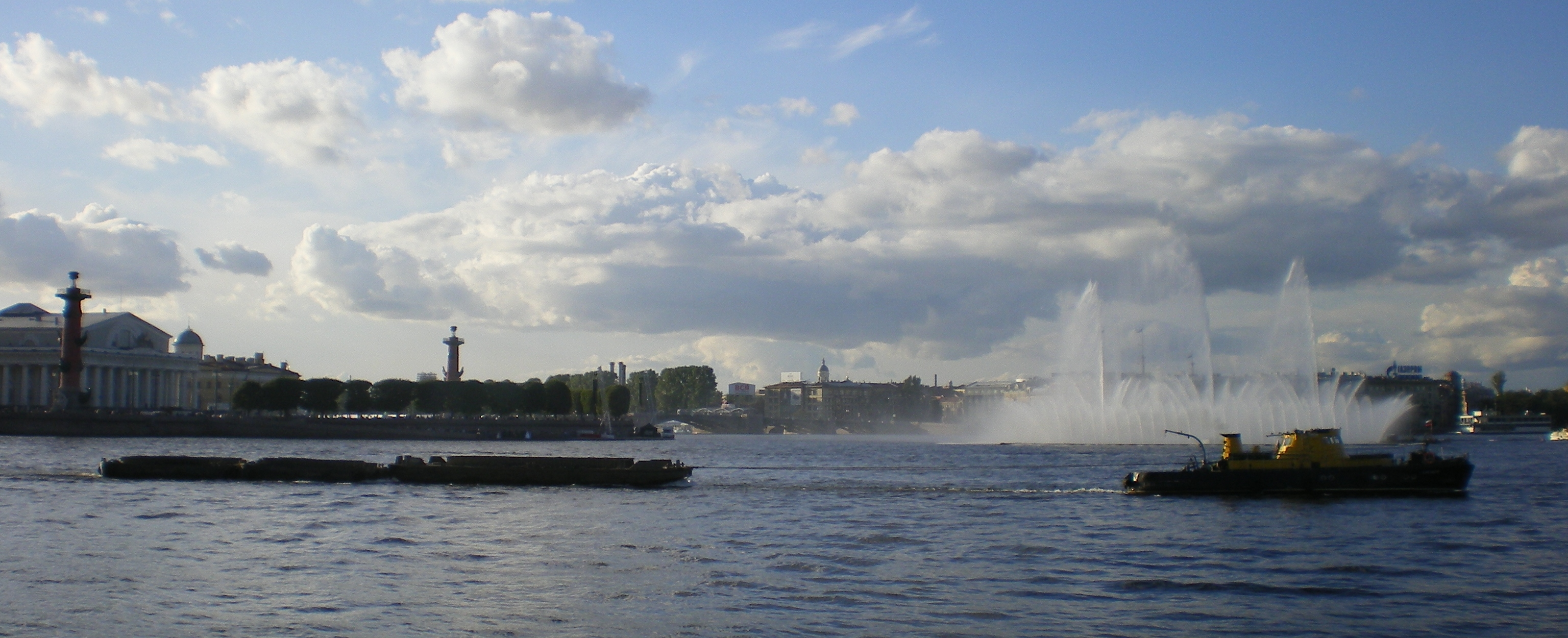
Баржа на буксире. Нева
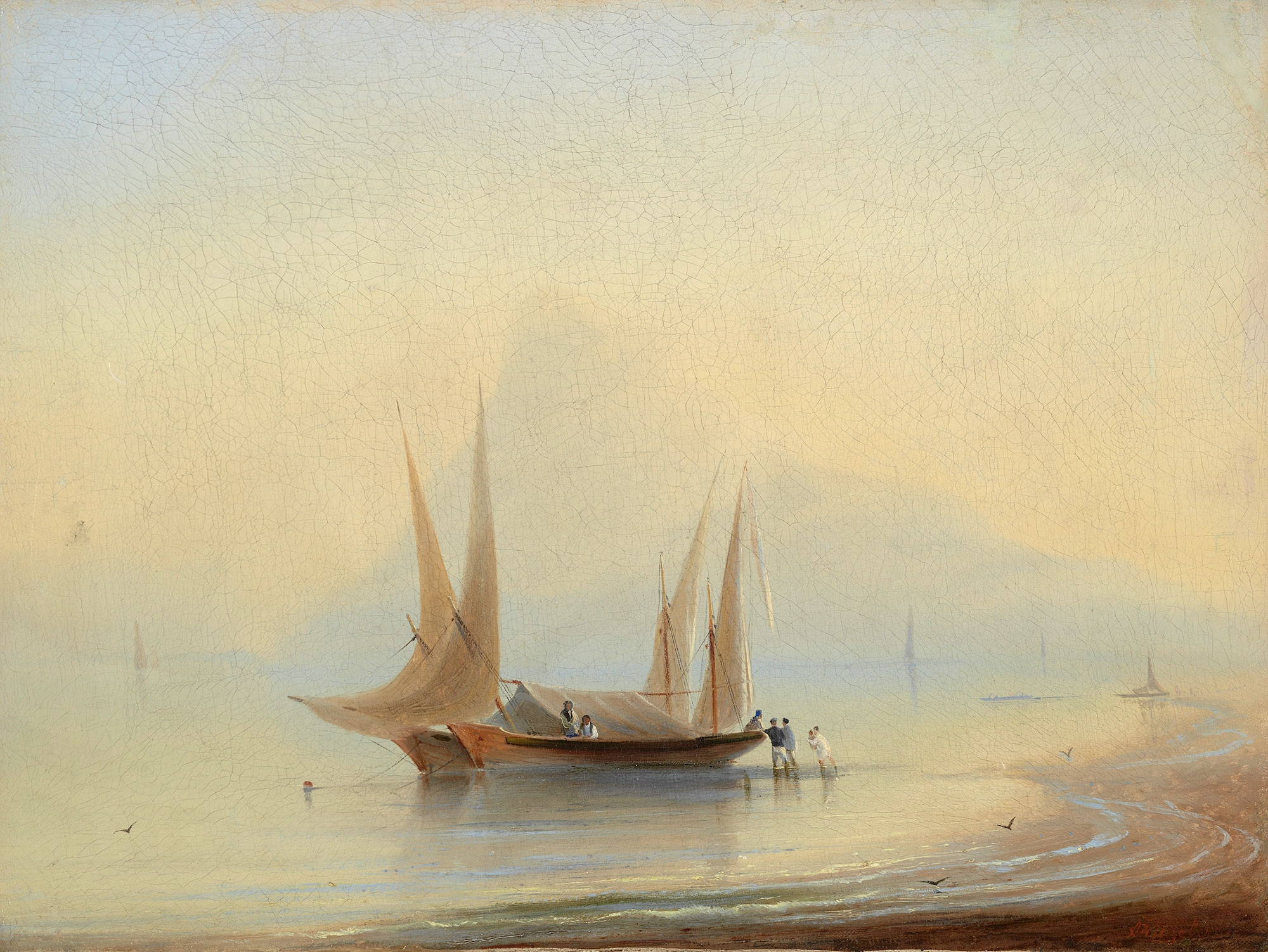
Баржи у морского берега. И. Айвазовский